# Jõesuu (Hiiumaa)
Jõesuu est un hameau de la commune de Hiiumaa, situé dans le comté de Hiiu en Estonie.
Jõesuu faisait partie de la commune de Kõrgessaare jusqu'en 2013 où il est rattaché à celle de Hiiu, fusionnée lors de la réforme administrative en octobre 2017 avec les autres communes de l'île pour former celle de Hiiumaa.
Au 1er janvier 2020, la population s'élevait à 6 habitants.